# Euhesma anthracocephala
Euhesma anthracocephala är en biart som först beskrevs av Cockerell 1914.  Euhesma anthracocephala ingår i släktet Euhesma och familjen korttungebin. Inga underarter finns listade i Catalogue of Life.

## Bildgalleri

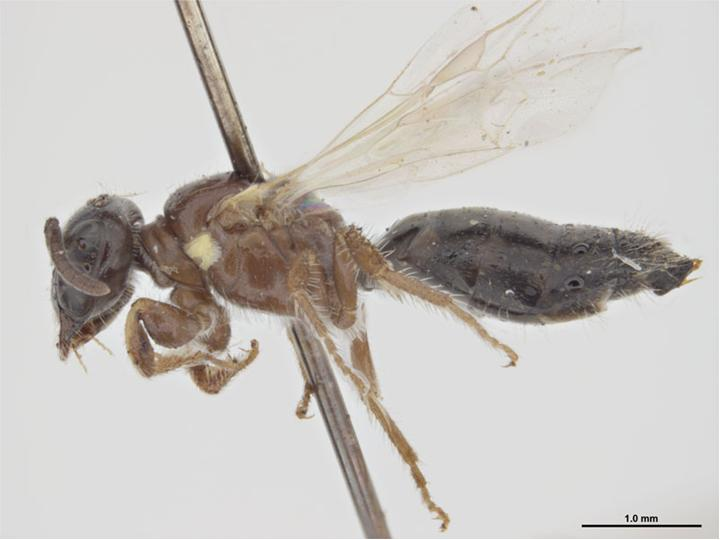
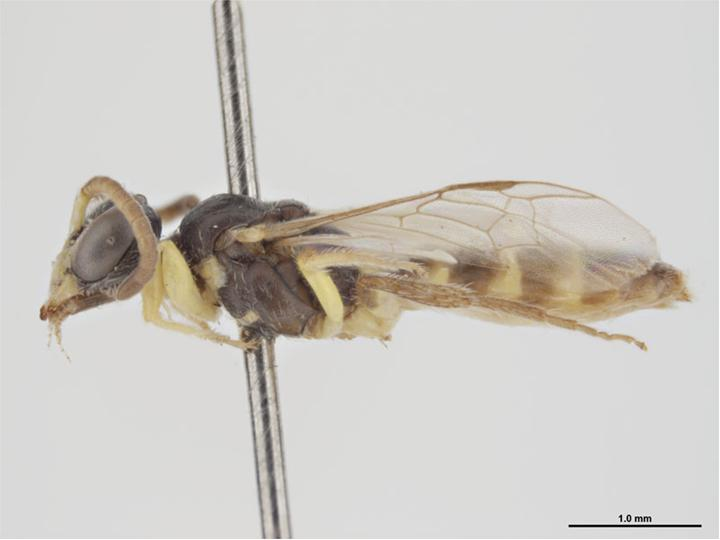